# AACTA Awards 2016

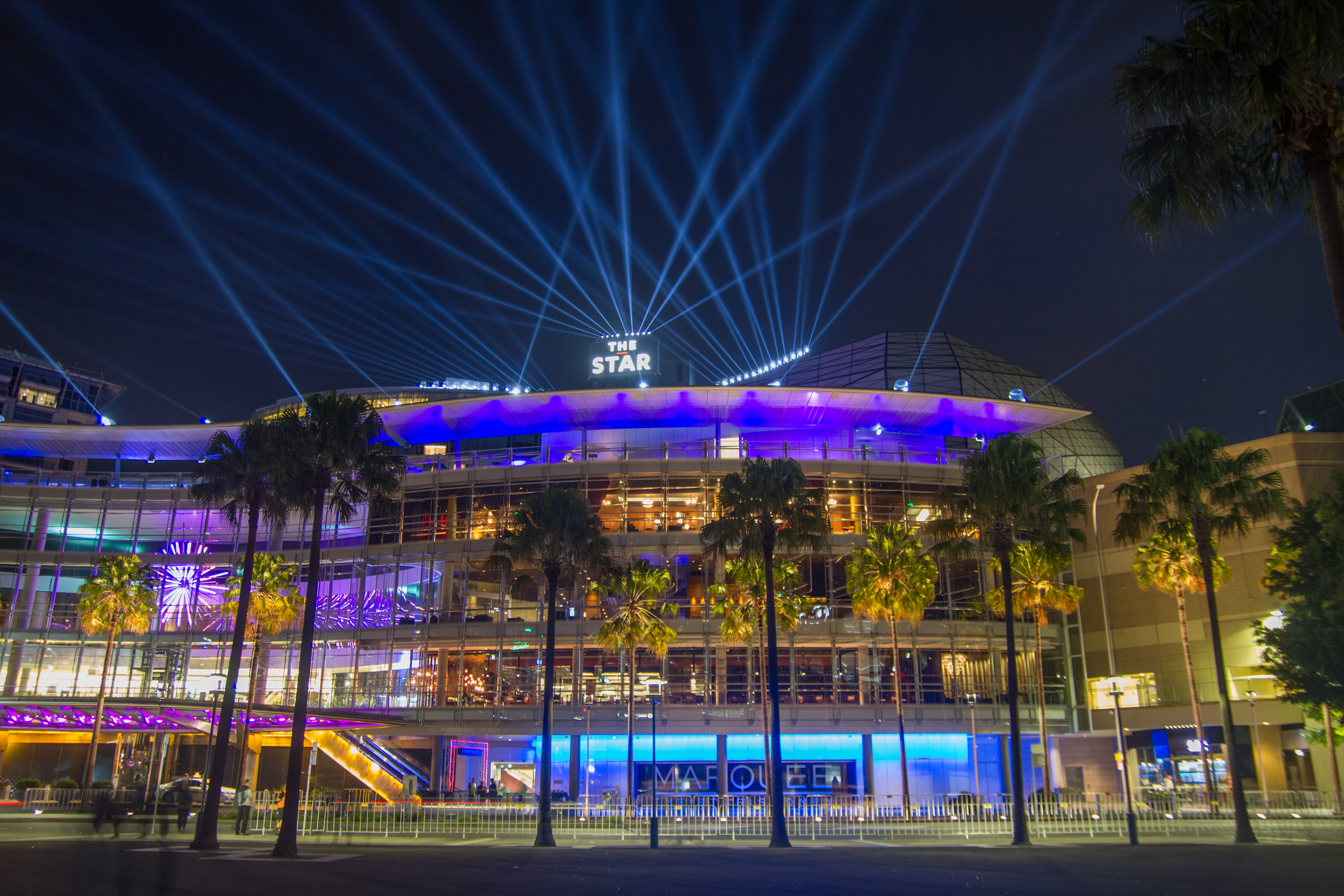

La 6ª edizione della cerimonia degli AACTA Award si è tenuta allo Star Sidney Casinò & Hotel il 7 dicembre 2016. La cerimonia ha premiato i film australiani valutati come migliori usciti nel corso del 2016, ed, in Australia, è stata trasmessa in diretta da Seven Network e dal canale a pagamento Arena. Sono state introdotte la categorie mista miglior trucco e acconciature, e le categorie televisive miglior programma divulgativo, miglior talento emergente, miglior presentatore, miglior presentatrice e miglior evento dal vivo.
Le candidature delle candidature documentaristiche e dei cortometraggi sono state annunciate il 14 luglio 2016, mentre le nomination delle categorie cinematografiche e televisive sono state annunciate il 27 ottobre. La battaglia di Hacksaw Ridge è risultato sia il film maggiormente candidato che quello maggiormente premiato, con 13 nomination e 9 statuette.

## Vincitori e candidati

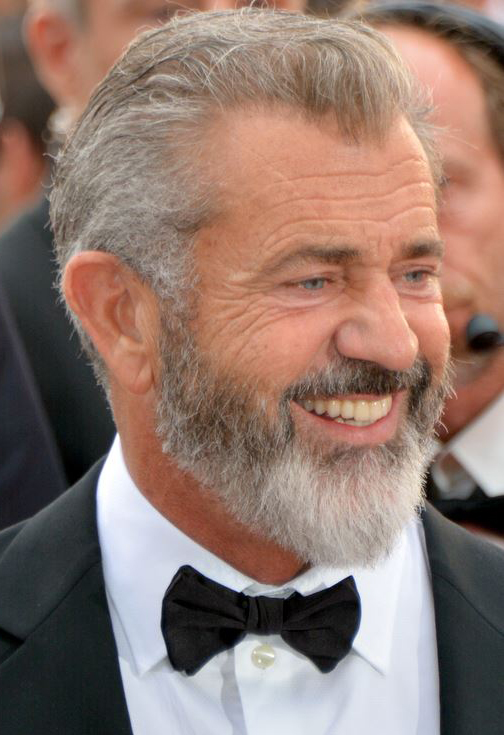
Mel Gibson, vincitore dell'AACTA al miglior regista

Di seguito vengono elencati i vincitori, in grassetto, e le candidature, con il titolo originale in corsivo e tra parentesi ove disponibile.

### Lungometraggi

#### Miglior film
- La battaglia di Hacksaw Ridge (Hacksaw Ridge), regia di Mel Gibson
- The Daughter, regia di Simon Stone
- Girl Asleep, regia di Rosemary Myers
- Goldstone, regia di Ivan Sen
- Tanna, regia di Bentley Dean e Martin Butler

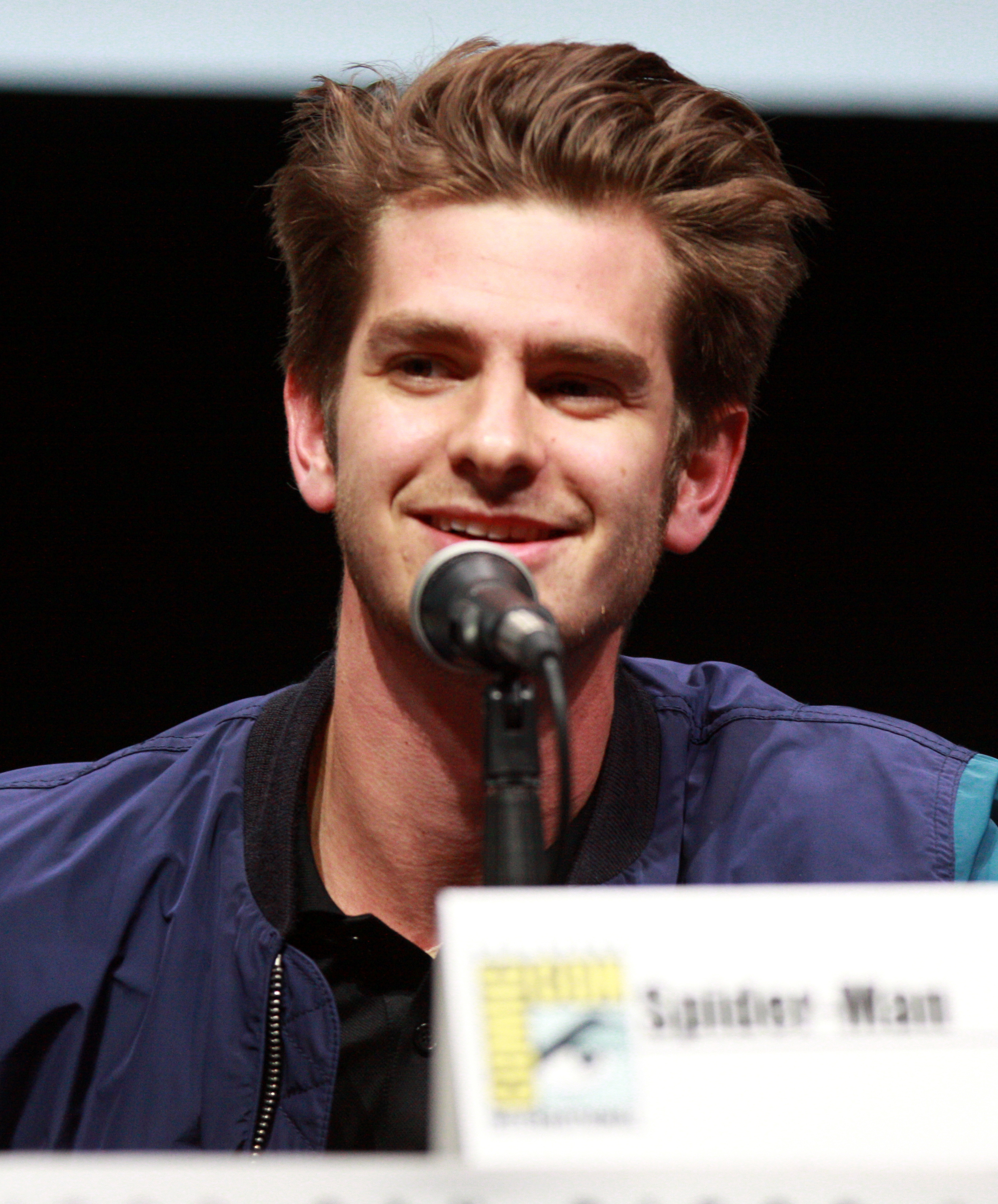
Andrew Garfield, vincitore dell'AACTA per il miglior attore

#### Miglior regista
- Mel Gibson - La battaglia di Hacksaw Ridge (Hacksaw Ridge)
- Rosemary Myers - Girl Asleep
- Ivan Sen - Goldstone
- Bentley Dean e Martin Butler - Tanna

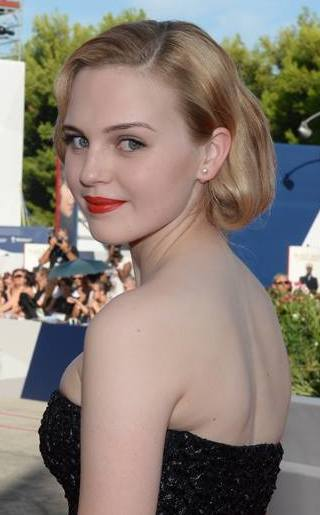
Odessa Young, vincitrice dell'AACTA per la miglior attrice

#### Miglior attore protagonista
- Andrew Garfield - La battaglia di Hacksaw Ridge (Hacksaw Ridge)

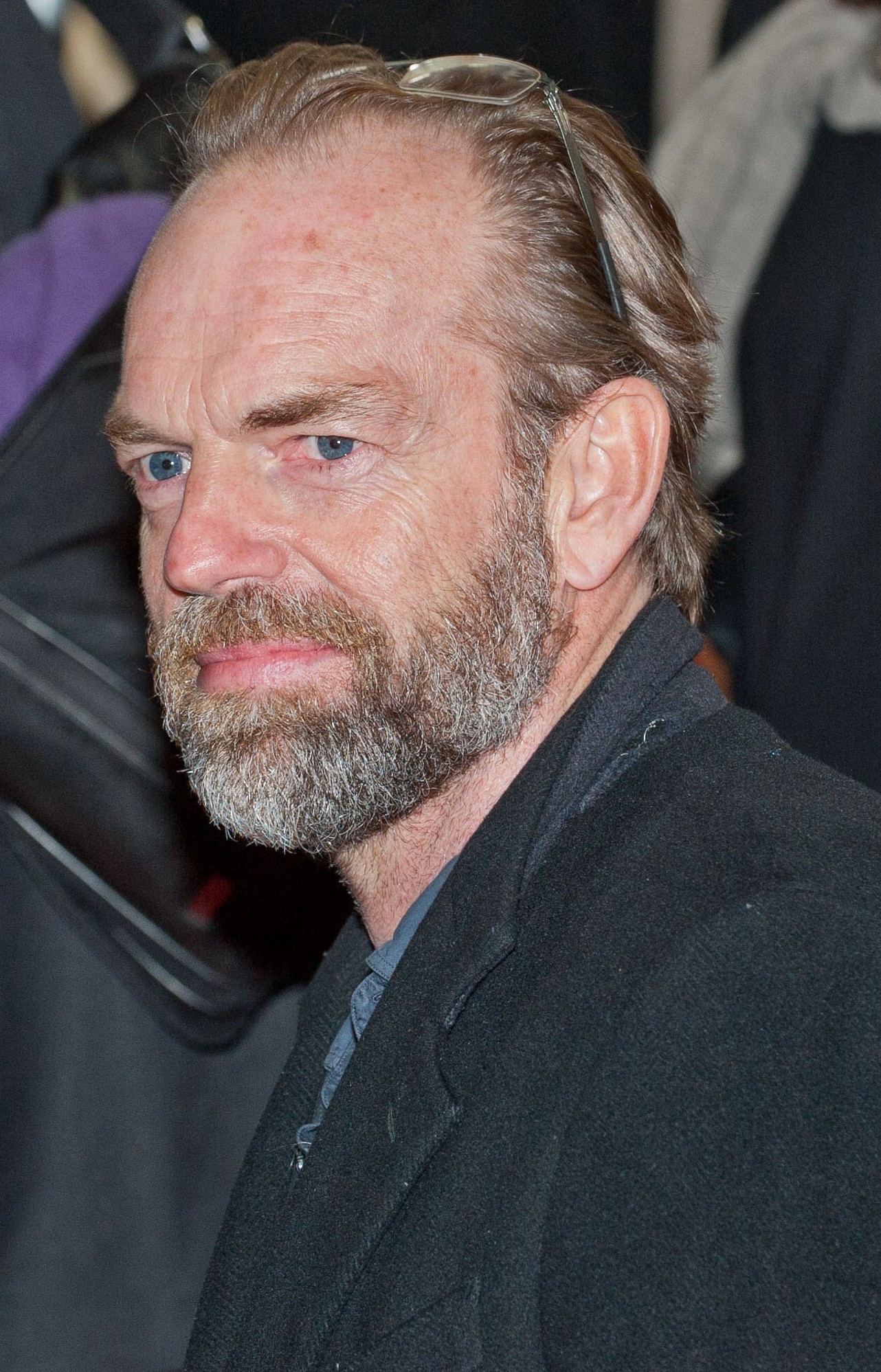
Hugo Weaving, vincitore dell'AACTA come miglior attore non protagonista

- John Brumpton - Pawno
- Damian Hill - Pawno
- Ewen Leslie - The Daughter

#### Miglior attrice protagonista
- Odessa Young - The Daughter
- Maeve Dermody - Pawno
- Maggie Naouri - Joe Cinque's Consolation
- Teresa Palmer - La battaglia di Hacksaw Ridge (Hacksaw Ridge)

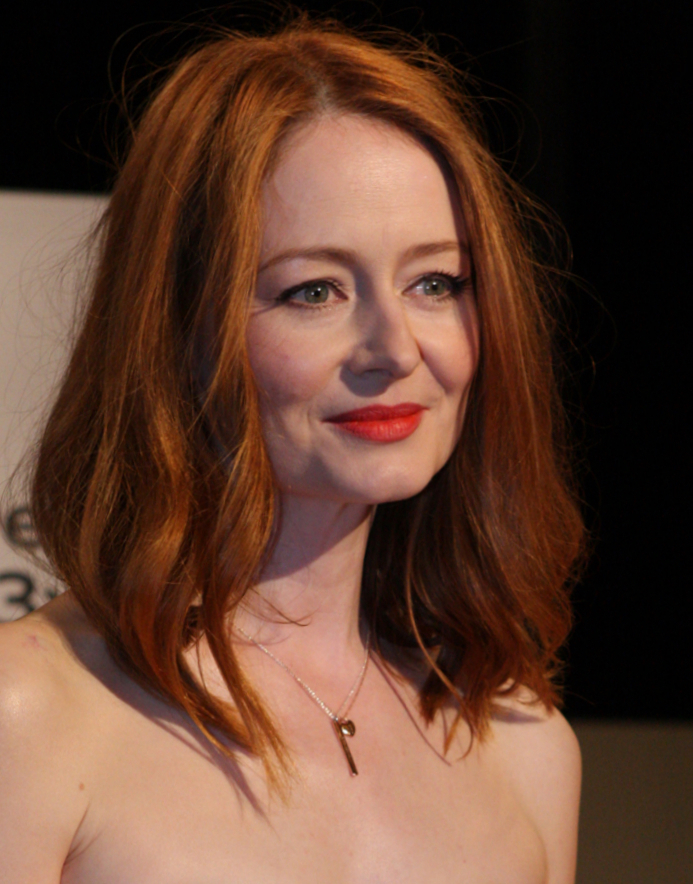
Miranda Otto, vincitrice dell'AACTA per la miglior attrice non protagonista

#### Miglior attore non protagonista
- Hugo Weaving - La battaglia di Hacksaw Ridge (Hacksaw Ridge)
- Mark Coles Smith - Pawno
- Damon Herriman - Down Under
- Sam Neill - The Daughter

#### Miglior attrice non protagonista
- Miranda Otto - The Daughter
- Kerry Armstrong - Pawno
- Rachel Griffiths - La battaglia di Hacksaw Ridge (Hacksaw Ridge)
- Anna Torv - The Daughter

#### Miglior sceneggiatura originale
- Andrew Knight, Robert Schenkkan - La battaglia di Hacksaw Ridge (Hacksaw Ridge)
- Abe Forsythe - Down Under
- Ivan Sen - Goldstone
- Damian Hill - Pawno

#### Miglior sceneggiatura non originale
- Simon Stone - The Daughter
- Matthew Whitett - Girl Asleep

#### Miglior fotografia
- Simon Duggan - La battaglia di Hacksaw Ridge (Hacksaw Ridge)
- Andrew Commis - Girl Asleep
- Bonnie Elliott - Spear
- Bentley Dean - Tanna

#### Miglior montaggio
- John Gilbert - La battaglia di Hacksaw Ridge (Hacksaw Ridge)
- Veronika Jenet - The Daughter
- Karryn de Cinque - Girl Asleep
- Ivan Sen - Goldstone

#### Miglior scenografia
- Barry Robinson - La battaglia di Hacksaw Ridge (Hacksaw Ridge)
- Steven Jones-Evans - The Daughter
- Jonathon Oxlade - Girl Asleep
- Matt Putland - Goldstone

#### Migliori costumi
- Jonathon Oxlade - Girl Asleep
- Liz Palmer - Gods of Egypt
- Lizzy Gardiner -  La battaglia di Hacksaw Ridge (Hacksaw Ridge)
- Jennifer Irwin - Spear

#### Miglior colonna sonora
- Antony Partos - Tanna
- Darrin Verhagen - Boys in the Trees
- Marco Beltrami - Gods of Egypt
- David Barber - Teenage Kicks

#### Miglior sonoro
- Andrew Wright, Robert Mackenzie, Kevin O'Connell, Mario Vaccaro, Tara Webb, Peter Grace - La battaglia di Hacksaw Ridge (Hacksaw Ridge)
- Liam Egan, Nick Emond, Tony Murtagh, James Andrews, Yulia Akerholt, Robert Sullivan - The Daughter
- Wayne Pashley, Peter Grace, Derryn Pasquill, Fabian Sanjurjo, Greg P. Fitzgerald, Peter Purcell - Gods of Egypt
- Emma Bortignon, James Ashton, Martin Butler -Tanna

### Altro

#### Migliori effetti speciali
- Joe Bauer, Steve Kullback, Glenn Melenhorst e Ineke Majoor - Il trono di spade (Game of Thrones), episodio La battaglia dei bastardi (Battle of the Bastards) (Showcase)
- Joe Bauer, Steve Kullback, Sam Conway, Hubert Maston e Anthony Smith - Il trono di spade (Game of Thrones), episodio I venti dell'inverno (The Winds of Winter) (Showcase)
- Eric Durst, Jack Geist, Andrew Hellen, James Whitlam e Julian Dimsey - Gods of Egypt
- John Dykstra, Matt Sloan, Blondel Aidoo, Stephen Hamilton, Tim Crosbie e Dennis Jones - X-Men - Apocalisse (X-Men: Apocalypse)

#### Miglior trucco e acconciature
- Kath Brown, Simon Joseph e Troy Follington - Cleverman (ABC)
- Wizzy Molineaux - A Place to Call Home (Foxtel)
- Lesley Vanderwalt, Lara Jade Birch e Adam Johansen - Gods of Egypt
- Shane Thomas, Larry Van Duynhoven e Noriko Watanabe - La battaglia di Hacksaw Ridge (Hacksaw Ridge)

#### Longford Lyell Award
- Paul Hogan

#### Trailblazer Award
- Isla Fisher

#### Byron Kennedy Award
- Lynette Wallworth

## Statistiche vittorie/candidature
Premi vinti/candidature:

### Lungometraggi
- 9/13 - La battaglia di Hacksaw Ridge
- 3/9 - The Daughter
- 1/7 - Girl Asleep
- 1/5 - Tanna
- 0/6 - Pawno
- 0/5 - Gods of Egypt
- 0/5 - Goldstone
- 0/2 - Down Under
- 0/2 - Spear
- 0/1 - X-Men - Apocalisse
- 0/1 - Joe Cinque's Consolation
- 0/1 - Teenage Kicks
- 0/1 - Boys in the Trees